# Institut polytechnique des sciences avancées
Trường IPSA, tên đầy đủ là Institut polytechnique des sciences avancées (Khoa học tiến bộ ở Ivry-sur-Seine, Lyon, Marseille và Toulouse), là một trong 16 phân khoa (Écoles d'enseignement supérieur privés) của Tập đoàn IONIS Giáo dục (IONIS Education Group) tại (Pháp).

## Tốt nghiệp nổi tiếng
- Éric Boullier (1999), Người quản lý và Giám đốc các đội Công thức 1
- Nicolas Tenoux (2007), Phi công hàng không và nhà văn